# Kliment Voroixílov
  Kliment Voroixílov  (rus: Климе́нт Ефре́мович Вороши́лов)  (Verkhnee, 23 de gener de 1881 (Julià) - Moscou, 2 de desembre de 1969), nom complet amb patronímic Kliment Iefrémovitx Voroixílov, popularment conegut com a Klim Voroixílov, va ser un comandant militar soviètic i polític.
Voroixílov va néixer a Verkhneie, prop de Iekaterinoslav (ara Dniprò), Ucraïna, sota l'Imperi Rus. S'uní al Partit Bolxevic el 1903. Seguint la Revolució Russa, va ser membre del Govern Provisional d'Ucraïna i Comissari d'Afers Interns. Durant la defensa soviètica de Tsaritsin durant la Guerra Civil, es va fer molt amic de Stalin. Va ser molt conegut per ajudar Stalin al Consell Militar (dirigit per Lev Trotski). Va ser instrumental al Sud Front de la Guerra Civil Russa i a la Guerra Poloneso-Soviètica amb el 1r Exèrcit de Cavalleria.

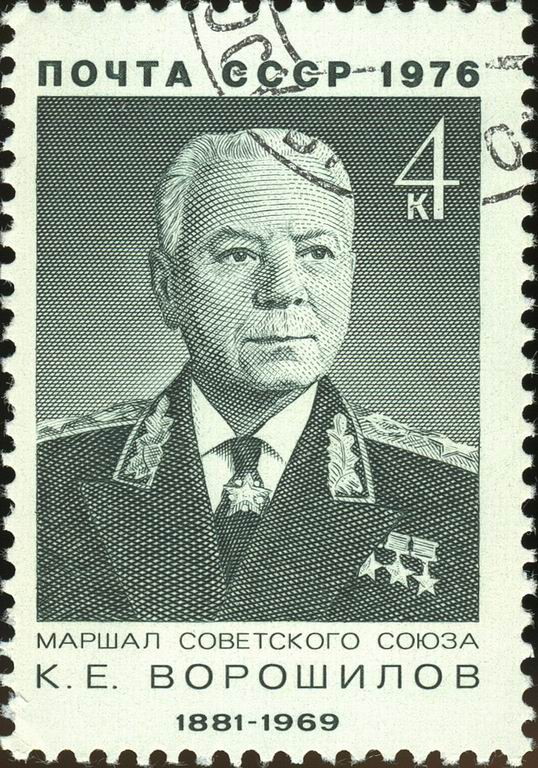
Kliment Voroixílov

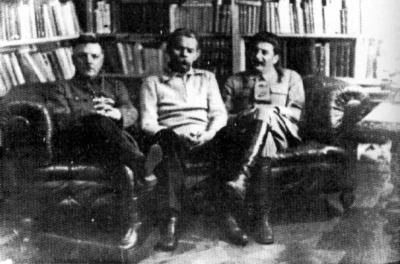
Voroixílov, Gorki, Stalin (esquerra a dreta), foto de 1931

Voroixílov va ser nomenat pel Comitè Central del Partit Comunista de la Unió Soviètica el 1921, i restà membre fins al 1961. El 1925, després de la mort de Mikhaïl Frunze, Voroixílov va ser nomenat Comissari del Poble d'Assumptes Militars i Navals i President del Consell Militar Revolucionari de l'URSS, un lloc que mantingué fins al 1934 (Stalin preferia tenir a un dels seus al càrrec, mentre que Frunze era fidel a Grigori Zinóviev). Voroixílov va ser fet membre de ple dret del nou format Politburó el 1926, restant com a membre fins al 1960. Va estar molt implicat en la Gran Purga estalinista de finals de la dècada dels 30, i la seva carrera es va veure molt beneficiada per la caiguda i execució del Mariscal Mikhaïl Tukhatxevski.
Voroixílov va ser nomenat pel Comissari del Poble per la Defensa el 1934 i Mariscal de la Unió Soviètica el 1935. Durant la Segona Guerra Mundial va ser membre del Comitè de Defensa de l'Estat. Voroixílov comandà tropes durant la Guerra d'Hivern de novembre de 1939 a gener de 1940, però donat el seu pobre plantejament i la seva incompetència, l'Exèrcit Roig va patir greus pèrdues. Va ser posteriorment reemplaçat per Semion Timoixenko. Nikita Khrusxov va arribar a afirmar que Voroixílov era "la bossa de merda més gran de l'Exèrcit".
Després de l'Operació Barbarroja al juny de 1941, Voroixílov va ser nomenat comandant dels exèrcits nord-oest. Si bé va arribar a mostrar una considerable valentia personal (en una ocasió va liderar un contraatac contra els tancs alemanys armat només amb una pistola), va fracassar al permetre als alemanys cercar Leningrad, per la qual cosa va ser reemplaçat per Gueorgui Júkov.
El 1943, durant la Conferència de Teheran, va ser protagonista d'un incident vergonyós quan, durant una cerimònia per rebre l'"Espasa de Stalingrad" de Winston Churchill, va agafar l'espasa de mans de Stalin, però a continuació li va caure de la vaina sobre els seus peus en presència dels tres líders.
Després de la guerra va supervisar l'establiment del règim comunista a Hongria.
El 1952, Voroixílov va ser nomenat membre del Presidium del Comitè Central del PCUS. La mort de Stalin va portar grans canvis al lideratge soviètic i al març de 1953, Voroixílov va ser nomenat President del Presídium del Soviet Suprem (és a dir, President de la Unió Soviètica), amb Nikita Khrusxov com Primer Secretari del PCUS i Malenkov com a Premier de la Unió. Aquest triumvirat permeté l'arrest de Lavrenti Béria un cop mort Stalin.
Després de la denúncia de Khrusxov contra Stalin el 1956, al XX Congrés del PCUS (conegut com el "discurs secret", Voroixílov s'uní temporalment a la facció conservadora amb Malenkov, Làzar Kaganòvitx i Viatxeslav Mólotov (l'anomenat "Grup antipartit"), en un intent de retirar a Khrusxov del poder al juny de 1957, però aviat canvià de bàndol i recolzà a Khrusxov.
El 7 de maig de 1960, el Soviet Suprem acceptà la "petició de retir" de Voroixílov, reemplaçant-lo per Leonid Bréjnev com a president del Soviet Suprem (o President de l'Estat). Alhora, el Comitè Central el rellevà dels seus càrrecs com a membre del Presidium el 16 de juliol de 1960. El 1961 la seva derrota política va ser absoluta quan va ser exclòs de l'elecció del Comitè Central (s'explica una curiosa història sobre els darrers dies de Voroixílov com a president: durant un dinar/trobada del Comitè Central, tots els presents el van ignorar, fent que s'adonés ell mateix de què tots els seus col·legues havien decidit acomiadar-lo, la qual cosa li permeté avançar-se "retirant-se").
Després de la caiguda de Khrusxov, Bréjnev rehabilità a Voroixílov i el tornà a la política, exercint càrrecs menors. Tornà a ser elegit com a membre del Comitè Central el 1966 i rebé per segona vegada la distinció d'Heroi de la Unió Soviètica el 1968. Va morir el 1969 a Moscou i està enterrat a la Muralla del Kremlin.
El tanc KV-1, fet servir durant la Segona Guerra Mundial va ser nomenat en honor seu. Dues ciutats també van variar el seu nom en honor seu: Voroixílovgrad a Ucraïna (ara torna a ser Luhansk) i Voroixílov a l'extrem orient soviètic (ara Ussuriysk), així com l'Acadèmia General d'Estat major de la Unió Soviètica a Moscou.

## Condecoracions
- Heroi de la Unió Soviètica (2)
- Heroi del Treball Socialista (07-05-1960)
- Orde de Lenin (8)
- Orde de la Bandera Roja (6)
- Orde de Suvorov de 1a Classe (Nº 125)
- Orde de l'Estrella Roja
- Medalla del 20è Aniversari de l'Exèrcit Roig
- Medalla de la defensa de Leningrad
- Medalla de la victòria sobre Alemanya en la Gran Guerra Patriòtica 1941-1945
- Medalla del 30è Aniversari de l'Exèrcit i l'Armada Soviètics
- Medalla del 40è Aniversari de les Forces Armades Soviètiques
- Medalla del 50è Aniversari de les Forces Armades Soviètiques
- Medalla del 20è Aniversari de la Victòria en la Gran Guerra Patriòtica
- Bandera Roja de la República Socialista Soviètica de l'Uzbekistan
- Bandera Roja de la República Socialista Soviètica del Tajikistan
- Heroi de la República Popular Mongol
- Orde de la República Popular de Tuvínia (28-10-1937)
- Orde de la Bandera Roja de la Unió de Tuvínia (3)
- Orde del SukhBaatar - Mongòlia (1946)

## Refefències
1. ↑  Winston Churchill, Closing the Ring, Vol. 5, p. 321.